# إرشاد الشباب
توجيه الشباب هو عملية مطابقة الموجهين مع الشباب الذين يحتاجون أو يريدون شخصًا بالغًا مهتماً ومسؤولاً في حياتهم. عادة ما يكون الموجهون البالغون غير مرتبطين بالطفل أو المراهق ويعملون كمتطوعين من خلال برنامج خدمة اجتماعية قائم على المجتمع أو المدرسة أو الكنيسة. الهدف من برامج توجيه الشباب هو تحسين رفاهية الطفل من خلال توفير نموذج يحتذى به يمكن أن يدعم الطفل أكاديميًا و / أو اجتماعيًا و / أو شخصيًا. يمكن تحقيق هذا الهدف من خلال العمل المدرسي والتواصل و / أو الأنشطة. تختلف الأهداف والإعدادات في برنامج التوجيه حسب الدولة بسبب القيم الثقافية.
على الرغم من وجود علاقات توجيه غير رسمية، إلا أن مباريات التوجيه الرسمية عالية الجودة التي يتم إجراؤها من خلال منظمات التوجيه المحلية أو الحكومية غالبًا ما تكون الأكثر فاعلية.
بحسب موسوعة التربية اللامنهجية:
"التعريف الكلاسيكي للتوجيه هو المرشد الأكبر سنًا والذي يكون مقبولًا للشباب ويمكنه المساعدة في تسهيل الانتقال إلى مرحلة البلوغ من خلال مزيج من الدعم والتحدي. وبهذا المعنى، فهي علاقة تنموية يكون فيها الشاب تم تجنيده في عالم الرشد.

## آثار التوجيه

### الأبحاث
تم إجراء الكثير من الأبحاث حول توجيه الشباب بقصد تحديد ما إذا كانت هناك فوائد إيجابية للشباب أم لا، وإذا كان الأمر كذلك، في ظل أي ظروف من المرجح أن تحدث الآثار الإيجابية. الأدلة مختلطة إلى حد ما، ومع ذلك، تحذر الدراسات من المبالغة في تقدير الآثار المحتملة بسبب الحجم الإجمالي الصغير للارتباط. وفقًا لبعض الدراسات، لم يكن لجميع برامج التوجيه تأثيرات إيجابية. في بعض الحالات، لم يحصل الشباب المنخرطون في علاقات إرشادية قصيرة الأمد أو تفاعلات متكررة مع مرشديهم على أي فوائد أو تعرضوا للأذى في شكل تدني احترام الذات. حتى الدراسات التي أظهرت نتائج إيجابية للشباب اقترحت أن الفوائد من التوجيه لا تستمر دائمًا لفترة طويلة من الوقت بعد انتهاء التدخل.

### التحليل البعدي
تتمثل إحدى طرق تحديد مدى فعالية علاقات التوجيه في استخدام التحليل البعدي. يسمح التحليل البعدي للباحث بتجميع العديد من الدراسات ويقال إنه يوفر طريقة غير متحيزة وموضوعية وقابلة للقياس الكمي لاختبار الفروق المهمة في النتائج الموجودة عبر الدراسات. يتم عرض دراستين باستخدام هذه الطريقة أدناه.
في التحليل البعدي لـ 55 دراسة حول برامج التوجيه، تمت دراسة الفعالية العامة للتوجيه وكذلك العوامل المتعلقة بالتباين في تأثيرات التوجيه. في هذه الدراسة، تم اختيار وتقييم المقالات الموجودة في قواعد البيانات الشائعة وكذلك محركات البحث المحتملة (مثل Yahoo ، إلخ) التي تم نشرها بين عامي 1970 و 1998. أشارت النتائج المستخلصة من هذا التحليل البعدي إلى وجود تأثير إيجابي عام، وإن كان متواضعًا، من التوجيه. يبدو أن التأثير مفيد خصوصًا للشباب المصنفين على أنهم "معرضون للخطر" (انظر الطلاب المعرضين للخطر) أو "المحرومين". في هذا السياق، تضمنت هذه المجموعات الطلابية الشباب في دور الحضانة، والشباب ذوي التحصيل الأكاديمي الضعيف، والشباب الذين لديهم أوصياء مسجونين، والشباب المنخرطون في نظام قضاء الأحداث، والشباب المعاقون، والشباب الذين لديهم أطفال. أشارت النتائج الإضافية إلى أنه يمكن زيادة حجم التأثير باستخدام استراتيجيات وممارسات محددة، مثل توفير الدعم المستمر والبنية للموجه والعلاقة. من المهم أن نلاحظ، مع ذلك، أن هذه الدراسة لا يمكن أن تشير إلى السببية ويوصى بإجراء مزيد من البحث لاستكشاف هذه العلاقة.
في تحليل بعدي آخر، تم تحليل 39 مقالة نشرت بين عامي 1970 و 2005. كانت المقالات مطلوبة لقياس التأثير الكمي على الانحراف أو العدوانية أو تعاطي المخدرات أو التحصيل الدراسي. عُثِر على التأثيرات الإجمالية لتكون إيجابية مع الانحراف وكذلك مع النتائج الأخرى المدروسة. كانت التأثيرات أقوى مع النتائج المنحرفة والعدوانية، بينما ظلت معتدلة مع المجموعة التي تقيس تعاطي المخدرات والإنجاز الأكاديمي. هذا يشير إلى أن برامج التوجيه فعالة خصوصًا مع السلوك المنحرف.

### أفضل الممارسات
تشير الأبحاث إلى أنه يمكن استخدام أفضل الممارسات المحددة لتحسين تجربة التوجيه.
في التحليل البعدي المذكور أعلاه، عُثِر على العديد من أفضل الممارسات لزيادة حجم التأثير في برامج التوجيه:
1. مراقبة تنفيذ البرنامج
2. فحص المرشدين المحتملين
3. مطابقة الموجهين والشباب على أساس واحد أو أكثر من المعايير ذات الصلة
4. كل من التدريب قبل المباراة والتدريب المستمر
5. الإشراف على المرشد
6. مجموعة دعم للموجهين
7. أنشطة منظمة للموجهين والشباب
8. دعم الوالدين أو مكونات المشاركة
9. التوقعات لكل من تكرار الاتصال وطول العلاقة
10. خلفية الموجه في دور مساعد

الإضافة إلى ذلك، هناك العديد من مواقع التوجيه التي تقترح تضمين أفضل الممارسات المماثلة على أمل تحقيق نتائج أكبر للشباب.

### التوجيه غير الرسمي مقابل التوجيه الرسمي
في البحث، هناك تمييز بين العلاقة التي تحدث بشكل طبيعي بين البالغين والشباب (يشار إليها باسم التوجيه غير الرسمي) والعلاقة المنظمة بين البالغين والشباب حيث يتم تعيين المرشد أو مطابقته (يشار إليها باسم التوجيه الرسمي). هناك عدد أقل من الأبحاث المتاحة عن علاقات المعلم غير الرسمية مقارنةً بالأبحاث الرسمية، لكن البحث يشير إلى وجود فوائد لكل من المرشد والمتعلم. تتوفر أيضًا الأبحاث التي تشير إلى عدم وجود تأثير أو آثار سلبية من التوجيه، خاصة إذا فشلت العلاقة مع الشخص البالغ. تمت دراسة التوجيه الرسمي بشكل أفضل في البحث، وبالتالي، تتوفر المزيد من النتائج حول هذا الموضوع. في مراجعة الأدبيات، تم اقتراح أن التركيز على جودة علاقة التوجيه والبرمجة يتزايد باطراد في البحث وأن هناك تحولًا واضحًا في مقاييس النتائج، حيث تقيس معظم الدراسات التطور العام للشباب بدلاً من التخفيضات في السلوكيات المنحرفة خصوصًا. في مراجعة أخرى للأدبيات، تم تحليل 10 دراسات ووجدت تأثيرًا إيجابيًا معتدلًا على درجات المتدرب، وتقليل استخدام المواد المخدرة، وتقليل بعض السلوكيات المنحرفة، ولكن ليس مع احترام الذات لدى الشباب.
تشير هذه الدراسات إلى أنه على الرغم من تضارب البحث، إلا أن هناك تأثيرًا إيجابيًا عامًا نتيجة لعلاقة التوجيه. يزداد احتمال حدوث هذا التأثير الإيجابي مع استخدام أفضل الممارسات الراسخة وداخل فئة الشباب المصنفين على أنهم جانحون أو "معرضون للخطر". يُظهر التحليل الكمي أن التوجيه الأكاديمي له ارتباطات أقوى بالنتائج مقارنة بالإرشاد العام للشباب. تتفق معظم الأبحاث، مع ذلك، على أن المزيد من البحث ضروري وأن البحث بأساليب أكثر صرامة سيكون مفيدًا لهذا المجال.

### الايجابيات
تشير الأدبيات التي تبحث في تأثيرات توجيه الأقران عبر الأعمار إلى أنه على الرغم من أن هذه البرامج قد لا تكون فعالة دائمًا، إلا أنها مرتبطة بـ "تحسينات في تقدير الذات الأكاديمي والترابط". تشير الأدبيات المنشورة أيضًا إلى أن "المجتمع الرسمي - علاقات الإرشاد الشبابي القائمة على الشباب "تسمح بالتدخل الناجح مع الأطفال في البيئات الصعبة أو المعرضة للخطر. يُذكر أن برامج التوجيه للشباب لها فوائد كبيرة مثل انخفاض معدلات التسرب من المدرسة الثانوية وبالتالي زيادة معدلات التخرج، إلى جانب زيادة الالتحاق والتخرج من مؤسسات التعليم العالي. على أساس يومي ، يُظهر الشباب المشاركون في علاقات التوجيه حضورًا أفضل مع عدد أقل من حالات الغياب بدون عذر. يتبنى الطلاب موقفًا أكثر إيجابية تجاه التعلم الرسمي في الفصول الدراسية مع علاقات أكثر روعة بين الطلاب والمعلمين وأولياء الأمور. كما يكتسب الشباب مزيدًا من الثقة بالنفس وسلوكًا أفضل في المنزل والمدرسة. هذا بدوره يحسن دافعهم للتعلم في موضوع معين.
يعتمد توجيه الشباب على النظريات الإيجابية لـ "علم النفس الإكلينيكي التنموي". هذه النظريات ترى قيمة العلاقات التي تتميز بالتواصل والدعم والثقة، والتي تشكل تطور شخصية الأطفال. بالنسبة للمعلمين، التوجيه يعني تعزيز المهارات في الإشراف وتحسين الصبر، والشعور بالرضا، وزيادة احترام الذات. تعمل الإرشاد الناجح على تعزيز الصحة الإيجابية من خلال تحسين التعليم الأكاديمي وتقدير الذات الإيجابي والقبول الاجتماعي. وبالمثل، يمكن أن تقلل الإرشاد السلوكيات العنيفة عالية الخطورة، واستخدام الكحول، والتبغ، والمخدرات.
هناك نقاشات حول فعالية توجيه الشباب حيث يدعي البعض أن نمو الطفل يتأثر بالتفاعلات التي تتجاوز هذه العلاقات. التوجيه وحده لا يكفي ؛ يتطلب التطور الإيجابي أكثر من مرشد متعدد الأعمار. ومع ذلك، يمكن أن تتمثل أهداف إرشاد الشباب ببساطة في تحويل العقبات إلى فرص، وتوفير مساحة آمنة ومنظمة للأطفال لاكتشاف أنفسهم أثناء نموهم.

## مناهج التوجيه

### القائم على المدرسة
يشار إلى إحدى الطرق السائدة باسم النهج "القائم على المدرسة". في كثير من الأحيان، يحيل المعلمون الطلاب للمشاركة في علاقة توجيه بسبب مشاكل سلوكية أو صعوبات في العمل المدرسي. يجتمع المرشد مع الشباب في إطار أكاديمي ويسهل العمل المدرسي بينما يكون قدوة داعمة، ويمكنهم أيضًا ممارسة الألعاب أو القيام بالحرف اليدوية أو المشاركة في الأنشطة غير الأكاديمية. يتم تطبيق هذا النهج من قبل منظمات مثل Big Brothers Big Sisters التي تقع في إحدى عشرة دولة بما في ذلك أيرلندا والولايات المتحدة وإسرائيل وبلغاريا. اعتبارًا من عام 2005 ، كان هناك ما يقدر بنحو 870.000 بالغ يوجهون الشباب في برنامج مدرسي في جميع أنحاء الولايات المتحدة وحدها. تم تصنيف ما يقدر بـ 70٪ من جميع برامج التوجيه الرسمية في الولايات المتحدة على أنها قائمة على المدرسة. طورت كندا برنامجًا داخل المدرسة يتم فيه إقران الموجهين المسنين من السكان الأصليين مع أطفال السكان الأصليين وغير الأصليين على حد سواء لزيادة احترام الذات، وتعليم الثقافات الأصلية، وتقديم الدعم للشباب في المدرسة.
تثبت الإحصاءات أن التوجيه المدرسي سيزيد من مشاركة الطلاب الأكاديميين. أظهر النهج القائم على المدرسة تحسنًا في الفصول الدراسية والاجتماعية. يتم مطابقة الموجهين مع الطالب ويعملون واحدًا مع الطالب طوال العام الدراسي. التركيز على العمل المدرسي واهتمام الطالب والأنشطة الأخرى. بصفتك موجهًا، من المتوقع أن تكون نموذجًا إيجابيًا داعمًا ومشجعًا. ستساعد هذه العلاقة في تحفيز الطالب على النجاح في المدرسة، والحد من المخالفات والتغيب عن المدرسة.

### القائم على المجتمع
"القائم على المجتمع" هو نهج آخر للتوجيه. في هذا الإعداد، يلتقي المرشد مع الشباب في المجتمع مثل الكنيسة أو مرفق المجتمع أو عن طريق اصطحاب الطفل إلى الأحداث المجتمعية. قد يكون التوجيه الفردي مقابل المجتمع المحلي محددًا ثقافيًا، كما هو الحال في الهند حيث يكون الشباب أقل حاجة إلى الاهتمام الفردي ويزدهرون في بيئة جماعية، وفقًا للمجلة الدولية للعمل الاجتماعي. يمكن إجراء كلا النهجين في جلسة فردية أو جماعية بين الشباب المتدرب والموجهين شبه المحترفين.
المساعدون المساعدون هم موجهون بالغون من غير الوالدين يتم تجنيدهم أو تطوعهم لتنفيذ مهام معينة بعد توجيههم والإشراف عليهم من قبل مقدم خدمة محترف. على الرغم من أن العديد من البرامج المجتمعية الموجودة اليوم تختلف في التصميم والتسليم، إلا أن غالبية المهارات المستهدفة المتعلقة بالتكامل الاجتماعي والاكتفاء الذاتي والكفاءة الأكاديمية. تشير إحصائيات المشاركة المجتمعية إلى أن احتمالية الالتحاق بالجامعة بعد برامج التوجيه تزيد بنسبة 55٪، ويزيد احتمال التطوع بانتظام بنسبة 78٪، ويهتم 90٪ بأن يصبحوا مرشدين، ويزيد احتمال شغلهم لمناصب قيادية بنسبة 130٪.
وجدت دراسة استقصائية استجوبت 1،101 من المرشدين من خلال 98 برنامج توجيه أن برامج التوجيه المدرسي لديها ساعات اتصال أقل من برامج التوجيه المجتمعية. كما أفاد الموجهون المجتمعيون بأنفسهم بأنهم "قريبون جدًا" من المتدربين، بينما الموجهون في المدرسة أفادوا بأنهم "قريبون". استخدم هذا الاستطلاع تسعة عوامل لقياس العلاقات النامية. هذه العوامل هي "(1) الانخراط في الأنشطة الاجتماعية ؛ (2) الانخراط في الأنشطة الأكاديمية ؛ (3) عدد الساعات التي يتم قضاؤها معًا في الشهر ؛ (4) تشارك عملية صنع القرار من قبل المرشد والمتعلم ؛ (5) تدريب مسبق ؛ (6) تدريب ما بعد المباراة ؛ (7) فحص الموجه (فقط تطوير العلاقات المهمة في البرامج المجتمعية) ؛ (8) مطابقة ؛ و (9) عمر المتدرب. " استنتاج هذه الدراسة هو أن البرامج المدرسية هي مكمل جيد لبرامج التوجيه المجتمعية، مما يعني أن المدارس يجب أن تسعى جاهدة للحصول على مجموعة متنوعة من برامج التوجيه من أجل تقديم الطلاب أفضل الموارد التي تناسب احتياجاتهم.
يعالج توجيه الشباب أيضًا مشكلة نقص القوى العاملة لأنه يستخدم مساعدين مهنيين لخدمات الأطفال حيث تكون الحاجة عالية ولكن الموارد محدودة. ابتداءً من عام 2019 ، تم اقتراح شكل جديد من التدريب - التدريب في الوقت المناسب - للمساعدة في معالجة النقص في خدمات الأطفال. تم اقتراح هذه الاستراتيجيات للعمل حتى "في سياق خدمات الصحة العقلية الديناميكية" ، لأنها تسمح بتنفيذ الخدمات، الموجهة عادة نحو المهنيين، بنفس الكفاءة من قبل الأفراد ذوي المؤهلات الرسمية الأقل.

### التوجيه الفردي
التوجيه الفردي، أو الإعداد الفردي هو المكان الذي يوجد فيه موجه واحد يلتقي مرارًا وتكرارًا مع نفس المتدرب طوال مدة البرنامج. يمكن العثور على هذه الشراكات في كل من البرامج المجتمعية والمدرسية. يمكن رؤية التوجيه الفردي في برامج مثل Big Brothers و Big Sisters في الولايات المتحدة، بالإضافة إلى Mentor Me India في الهند. يعتبر أسلوب التوجيه هذا أحد أكثر التدخلات الاجتماعية انتشارًا في الولايات المتحدة، حيث يقدر أن 3 ملايين شاب كانوا في علاقات إرشاد رسمية واحدة. تم تصميم النموذج التقليدي بحيث يتم إقران الموجهين والشباب من خلال آلية رسمية ويكون الأزواج أحرارًا في قضاء الوقت معًا في مجموعة من الأنشطة والإعدادات المختلفة للمساعدة في بناء علاقتهم مع بعضهم البعض. عُثِر على علاقات الموجه الفردية أو المختلطة مع بعض الاجتماعات الجماعية لتكون أكثر فعالية من التوجيه الجماعي فقط، وجدت في دراسة في المجلة النيوزيلندية لعلم النفس.
يتم تحديد علاقات التوجيه الأكثر فاعلية ونجاحًا من خلال تنمية الثقة بين المرشد والطالب. تظهر الدراسات التي تفحص مثل هذه العلاقات أن الثقة هي العامل الأكثر أهمية في تحديد ما إذا كان سيتم اعتبار العلاقة على أنها مرضية من قبل الطرفين. من أجل بناء الثقة في بيئة فردية، فإن نهج المرشد هو المفتاح. يميل المرشدون الذين يعطون الأولوية للعلاقات أو بناء الصداقة إلى أن يكونوا أكثر فاعلية من أولئك الذين يركزون كثيرًا على الأهداف وإصلاح طلابهم.
من المرجح أن يتميز الموجهون الفعالون بوجودهم المستمر في حياة المتدربين، واحترام وجهات نظر المتدربين، والاهتمام الأكبر برغبات أو أهداف المتدربين، والمساءلة عن الحفاظ على العلاقات الجيدة. عادةً لا يلتقي الموجهون الأقل فاعلية مع المتدربين بانتظام، ويحاولون إصلاح أو تغيير المتدربين، ويفرطون في التركيز على التغييرات السلوكية أو الأكاديمية.
يتم تعزيز تقدم المتدربين عندما يركز الموجهون على الأنشطة الثقافية والرياضية وغير المنهجية، وليس فقط للأكاديميين. يمكن أن يؤدي العمل على هذه العوامل في حياة الطالب إلى تحسين احترامه لذاته وصحته العقلية وإنشاء علاقات جديدة، وهذا بدوره يساعد الطلاب على الانتقال من مرحلة الإرشاد إلى أكاديميين أعلى. عادة ما يتم تجاهل المدربين ويمكن إهمال إمكاناتهم عن طريق الخطأ من قبل الموجهين عديمي الخبرة. هذا هو السبب في أن الموجهين المحترفين يمكنهم تقديم أفضل إرشاد للمتدربين من أجل الحصول على أفضل النتائج من جلسات التدريس. ومع ذلك، فإن التوجيه هو الأكثر نجاحًا عندما يكون التوجيه مبنيًا على الحماس المشترك بين الموجهين والمتدربين.

### التوجيه الجماعي
يمكن أن يكون توجيه المجموعة الصغيرة مفيدًا في الأماكن التي يوجد فيها نقص في الموجهين، أو يكون الشباب قادرين على التعلم بشكل جماعي في بيئة جماعية. يعمل هذا مع التوجيه المهني، عندما يكون التركيز على تشجيع النجاح المستقبلي للفرد من خلال جلب مهنيين ناجحين كموجهين. وقد وجد أن هذا نهج ناجح في مشروع روما مينتور في جميع أنحاء أوروبا؛ إنه قادر على بناء الثقة بالنفس والمهارات الاجتماعية مع تعليم أهمية ثقافة الروما.

### مطابقة الجنس
تظهر الأبحاث أن علاقات إرشاد الشباب لها أكبر تأثير على الطلاب "المعرضين للخطر" أو الطلاب "المحرومين". وقد أظهر التوجيه مكاسب أكاديمية كبيرة لهؤلاء السكان الذين لديهم مخاطر أعلى للفشل المدرسي والتسرب. على الرغم من وجود العديد من الدراسات التي تبحث في تأثير الإرشاد وأهمية طول علاقة الإرشاد، لم تكن هناك العديد من الدراسات التي تبحث في تأثير الجنس في علاقة التوجيه. حوالي ثلث المتدربات تم إنهاء الإرشاد في وقت أبكر من الذكور. حدث الإنهاء قبل أحد عشر شهرًا ؛ وبحلول اثني عشر شهرًا، أنهى ما يقدر بنحو 46 ٪ من الإناث إرشادهن. ومن ناحية أخرى، كان لدى الذكور عامين في المتوسط من الإرشاد. تم إجراؤه على المطابقة بين الجنسين في علاقات التوجيه مما أدى إلى نتائج متضاربة. على سبيل المثال، في دراسة أطروحة بحث الباحث في التأثير الذي قد يحدثه النموذج الذكوري n "الناجحين" من الذكور الأمريكيين من أصل أفريقي في المدرسة الإعدادية. ووجدت الدراسة أن جنس النموذج الأعلى ليس هو العامل الأكثر أهمية، وكان العامل الأكثر أهمية هو أن النموذج هو شخص يتمتع بصفات معينة مثل القيادة والإنجازات وأخلاقيات العمل ويخلق بيئة رعاية. من ناحية أخرى، نظرت دراسة أخرى في الاختلافات بين علاقات التوجيه التي تربط الرجال والنساء بالموجهين مع متدربينهم ووجدت أن الرجال والنساء يوجهون بشكل مختلف. ووجدوا أن المرشدات يقدمن مزيدًا من التوجيه النفسي والاجتماعي، حيث يقدم المرشدون الذكور مزيدًا من التوجيه المهني. وجدت دراسة أخرى أن الموجهين الذكور الطبيعيين كان لهم تأثير كبير على الشباب الأمريكيين من أصل أفريقي فيما يتعلق بفوائدهم الاقتصادية المستقبلية. ووجدت الدراسة أن الشباب الأمريكيين من أصل أفريقي اليتيم استفادوا أكثر من غيرهم عندما يكون لديهم مرشد ذكر مقارنة بمرشدة أو لا يوجد معلم على الإطلاق. بسبب هذه النتائج المتضاربة حول تأثير المطابقة بين الجنسين في علاقات الإرشاد، يجب إجراء مزيد من البحث حول هذا الموضوع.

## برامج التوجيه حسب الدولة
يتم توجيه الشباب في جميع أنحاء العالم، وتتخذ البلدان مناهج مختلفة للمفهوم بناءً على قيم واحتياجات شباب ذلك البلد. هناك منظمات مثل Big Brothers Big Sisters International التي لها مواقع في جميع أنحاء العالم، بالإضافة إلى منظمات خاصة بكل بلد، مثل Mentor Me India

### استراليا
يوجد في أستراليا عدد كبير من برامج التوجيه التي تعمل في جميع أنحاء البلاد باستخدام عدد من ممارسات التوجيه - في التوجيه المدرسي، والتوجيه الفردي، والتوجيه الإلكتروني هي بعض الأمثلة الشائعة. تمتلك أستراليا أيضًا هيئة عليا تمثل قطاع توجيه الشباب المعروف باسم شبكة توجيه الشباب الأسترالية - أو AYMN. تعمل AYMN مع منظمات التوجيه والممارسين الشباب المهتمين لتعزيز نمو وتطوير برامج توجيه عالية الجودة للشباب في أستراليا من خلال توفير قاعدة وطنية للتعاون والدعم والتوجيه والخبرة. لقد لعبت دورًا رئيسيًا في بناء ممارسة توجيه أقوى وأداء أقوى في هذا المجال. من بين الإنجازات الرئيسية للشبكة إنشاء المعايير الوطنية لتوجيه الشباب، حيث ساهم أكثر من 500 فرد من قطاع التوجيه في عملية التشاور والمنتج النهائي.

### المجر
يبلغ عدد سكان الروما حوالي 1.9 ٪ من إجمالي السكان في المجر، وفقًا لتعداد عام 2001. يوجد 12 مليون روماني في جميع أنحاء أوروبا، وهم يمثلون واحدة من أكثر السكان ضعفاً في أوروبا. بين سكان الروما، هناك نقص في التعليم بين الشباب مصحوبًا بأعداد كبيرة من الأمية. بسبب هذا الاتجاه، كان هناك إنشاء مشروع Roma Mentor ، الذي يوفر البالغين الغجر الناجحين ليكونوا قدوة لشباب الروما. بدأ البرنامج في عام 2006 ، وبحلول عام 2011 ، امتد إلى أربع دول أوروبية أخرى بمشاركة 1400 مشارك. يتطابق البرنامج مع محترفين في العديد من المجالات المختلفة، مثل المسؤولين الحكوميين والأساتذة والموسيقيين والشخصيات الإعلامية. يلتقي هؤلاء الكبار مع مجموعات من الشباب لمدة ساعتين إلى ثلاث ساعات، مرتين في الشهر، للتأثير على قراراتهم المستقبلية بشأن التعليم والتطوير الوظيفي. لقد وجد البرنامج بالفعل تحولًا في المواقف تجاه التعليم وتحسين الصفوف.

### الهند
بدأت برامج التوجيه في جنوب الهند في الارتفاع في المناطق الريفية. يمكن العثور على التوجيه في الهند في كل من إعداد واحد لواحد وكذلك في إعدادات المجموعة. Mentor Me India هو برنامج محدد داخل المناطق الحضرية في الهند وهو برنامج ينفذ التوجيه الفردي داخل المجتمع. تركز هذه التوجيهات على الفتيات من سن 10 إلى 12 عامًا للمرحلة التجريبية، وتزويدهن بالمرشدات المحترفات. برنامج توجيه آخر بدأ في المناطق الريفية بالهند ينفذه باحثون من الولايات المتحدة بالإضافة إلى أفراد المجتمع الهندي. كان الغرض من ذلك هو مساعدة الشباب الفقراء الذين لا يستطيعون الوصول إلى نفس الموارد مثل الشباب في المناطق الحضرية. عند إنشاء البرنامج، تم مراعاة المعايير الثقافية الهندية ومحدودية الوصول إلى الموارد. يركز هذا البرنامج الإرشادي على تطوير القيادة والإنجاز الأكاديمي والتنمية الروحية مع وجود جزء من خدمة المجتمع بين الشباب. وفقًا لمجلة The Journal of International Social Work ، فإن الإرشاد الفردي ليس مناسبًا في المناطق الريفية بالهند كما هو الحال في أي مكان آخر بسبب نقص الموجهين بالإضافة إلى الرغبة في بناء علاقات مع الأقران.

### جنوب افريقيا
ابتداءً من التسعينيات، بعد ارتفاع معدلات سجن الشباب بسبب الفصل العنصري، قررت الوكالات غير الحكومية أن هناك حاجة لمناصرة الشباب. الغرض من هذه المنظمات هو أن يكون لها بديل عن إطار العدالة الرسمي، الذي أبقى حوالي 30 ألف شاب سنويًا خارج المحاكمة الجنائية. أدرج أحد البرامج ، Diversion to Music Education (DIME)، نهجًا أساسيًا للموجهين من خلال تقدير الموسيقى. البرنامج لا يتطلب أي قدرات موسيقية سابقة ويركز على الطالب وليس على الأداء. يقع البرنامج أيضًا في تامبا، فلوريدا، الولايات المتحدة ويسمح بتبادل الثقافات للموظفين والفيديو بين المنظمات. يتمثل دور المرشد في هذه المنظمة في مساعدة الشباب على تحديد الأهداف وتحقيقها والمساعدة في النمو الشخصي للفرد. أظهرت نتائج البرنامج نتائج إيجابية على العلاقات الأسرية.

### الولايات المتحدة الامريكية
أكبر برنامج إرشاد في الولايات المتحدة هو Big Brothers Big Sisters of America ، وهو برنامج للشباب من سن 6 إلى 18 عامًا. تنفذ المنظمة التوجيه القائم على المجتمع وكذلك المدرسة، وعادة ما يكون الإرشاد الفردي. هناك أيضًا برامج مخصصة لمجموعات محددة من الشباب مثل الحركة الوطنية للإرشاد CARES ، والتي تم إنشاؤها في أعقاب إعصار كاترينا. يوفر البرنامج قادة سود أقوياء لتمكين الشباب السود في أمريكا من أجل مستقبل أفضل. في بداية البرنامج، كان 86 بالمائة من طلاب الصف الرابع السود يقرؤون دون مستوى الصف الدراسي، وتم اعتقال 1000 طفل أسود يوميًا. بعد الانضمام إلى حركة التوجيه، بقي 98 في المائة من المشاركين في المدرسة وتجنبوا نشاط العصابات، وحمل المراهقات، في حين أن 85 في المائة من الشباب في البرنامج لم يتعاطوا المخدرات. منذ أن بدأ في عام 2005 ، أثر البرنامج على أكثر من 125000 شاب أسود. يحدث الإرشاد عادة في المجتمع في إطار مجموعة لخلق علاقات إيجابية بين الشباب. في عام 2002 ، نشر معهد الطب التابع للأكاديمية الوطنية للعلوم تقريرًا رئيسيًا يفحص برامج ما بعد المدرسة وبرامج المجتمع الأخرى المصممة لتعزيز تنمية الشباب الإيجابية. وخلص التقرير إلى أن عددًا قليلاً جدًا من برامج ما بعد المدرسة "تلقت نوع التقييم التجريبي الشامل الضروري لتقديم توصية ثابتة حول تكرار البرنامج بأكمله في جميع أنحاء البلاد". ومع ذلك، حدد التقرير برامج التوجيه التي تم تصميمها على غرار برنامج التوجيه Big Brothers Big Sisters كاستثناء نادر، وأوصى بتكرارها على نطاق واسع.

### نيجيريا
كما هو الحال مع التوجيه في كل مكان، يسبق التوجيه غير الرسمي الأسلوب الرسمي للتوجيه في نيجيريا. التوجيه غير الرسمي هو كيفية تعليم الشباب وتمرير تقاليد الأسرة والتعليمات والطقوس عبر الأجيال. يُعرف الشباب النيجيري على نطاق واسع بمهاراتهم في تنظيم المشاريع. ويقال إن أكثر من 80٪ منهم، بغض النظر عن الجنس، يتمتعون بالإرشاد الريادي المحتمل كطريقة للاستثمار في مستقبلهم. على الرغم من أن التوجيه غير الرسمي كان الشكل الأصلي لمعظم علاقات التوجيه، إلا أن التوجيه الرسمي موجود في الأوساط الأكاديمية، ولكن مع هيمنة الذكور إلى حد كبير، مما يتسبب في انحراف ثنائي يتطلب تدريبًا وتحسينًا لهياكل التدريب الرسمية المتاحة. تشمل العوائق التي تحول دون التوجيه نقص التمويل، وانعدام الثقة، فضلاً عن الافتقار إلى التوجيه المناسب القائم على النوع الاجتماعي خاصةً للشابات في التوجيه. هذه ليست قائمة شاملة، حيث توجد دعوة لتطوير المزيد من البحث في توجيه الشباب في السياق النيجيري. كما أن مشروع قانون "ليست أصغر من أن ترشحنا" الصادر في 31 مايو 2018 والذي وقعه الرئيس محمد بخاري على القانون يشجع على مشاركة الشباب في مناصب قيادية سياسية. العديد من الجهود المجتمعية التي تبذلها الوكالات غير الحكومية مثل مؤسسة Toni Elumelu ، ومبادرة إستراتيجية التوجيه والتمكين القيادي (S.M.I.L.E) في لاغوس بالإضافة إلى مبادرة We Aspire Youth Mentorship وهي مجموعة شبابية تركز على تشجيع الذكور والإناث على حدٍ سواء للانخراط في التوجيه القائم على الأقران.